# Pseudognaphalium flavescens
Pseudognaphalium flavescens là một loài thực vật có hoa trong họ Cúc. Loài này được (Kitam.) Anderb. miêu tả khoa học đầu tiên năm 1991.